# Szewron (lotnictwo)

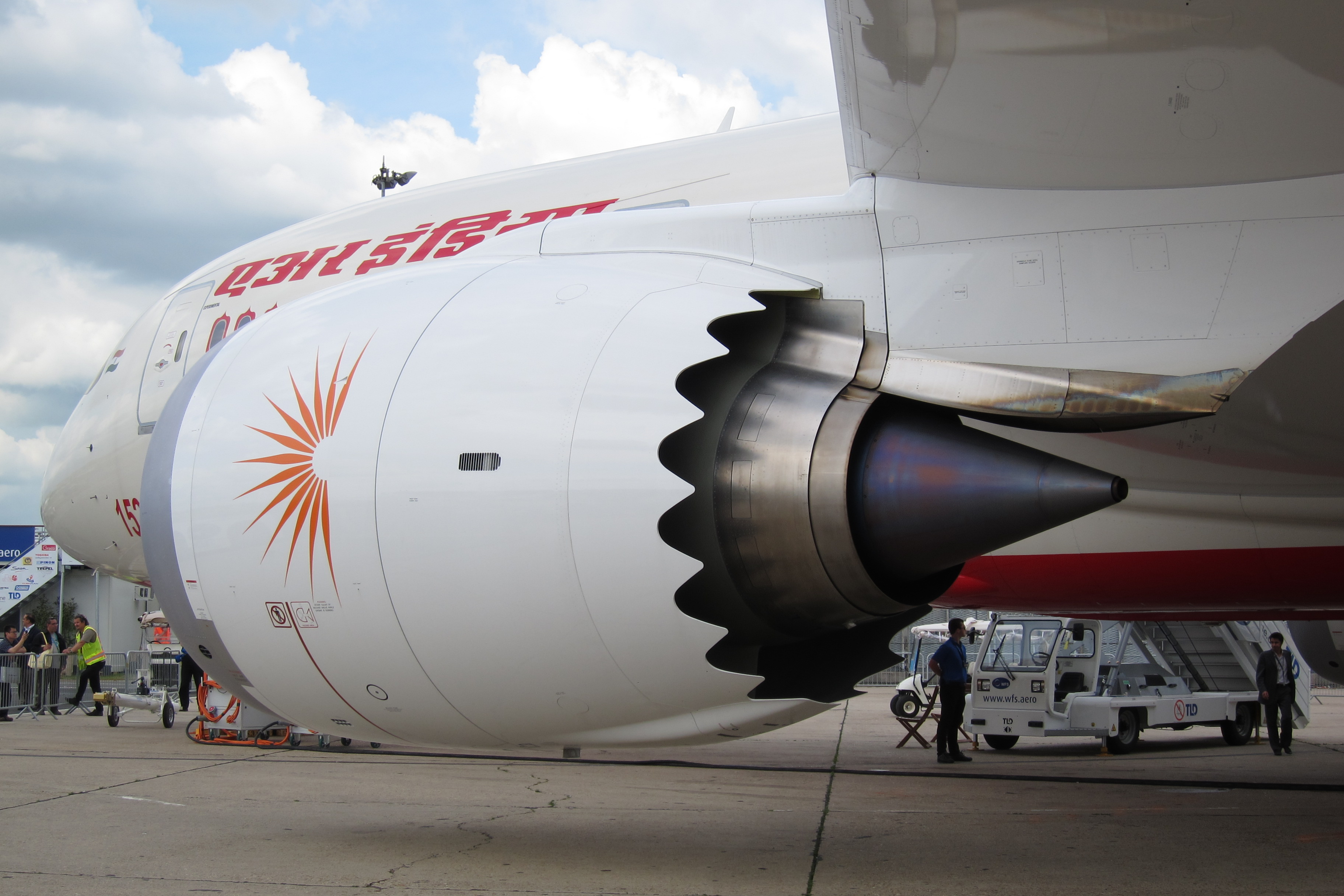
Szewron na silniku GE GEnx w samolocie typu Boeing 787 należącym do Air India

Szewron – ząbkowane zakończenie osłony dyszy niektórych samolotów odrzutowych stosowane w celu zredukowania hałasu pochodzącego z silnika. Kiedy gorące powietrze wylatujące z silnika miesza się z zimnym powietrzem na zewnątrz, ząbkowane krawędzie łagodzą proces mieszania, co zmniejsza hałas. Szewrony zostały wynalezione z pomocą NASA. Szewrony stosowane są np. w silnikach General Electric GEnx i Rolls-Royce Trent 1000.